# Gilberto Parlotti
 Gilberto Parlotti (Zero Branco, 17 de septiembre de 1940-Isla de Man, 9 de junio de 1972) fue un piloto de motociclismo italiano, que corrió en el  Campeonato del Mundo de Motociclismo desde 1969 hasta su muerte en 1972.

## Biografía
Parlotti nació en Zero Branco, Treviso, pero muy pronto se trasladaron a vivir a Trieste donde su padre tenía un taller de motos. Empezó a competir desde muy niño, ganó una gymkana a los 10 años, aunque lo descalificaron por no tener suficiente edad.Ganó el título de esa especialidad mucho más tarde, en 1960.
Parlotti tuvo su debut en velocidad con una Gilera 125, después con Morini logró algunos podios en carreras internacionales y en 1969 ganó con una Tomos el título italiano de 50 cc.
Después de ganar, las primeras dos carreras de 125cc en 1972 (Gran Premio de Alemania del Este y Gran Premio de Francia, Parlotti decidió tomar parte en la carrera de TT Isla de Man para tomar una cierta ventaja con su rival en la general, Ángel Nieto que no participaba en esta carrera.  Mientras lideraba la carrera de Ultra-Lightweight TT, celebrada bajo una fuerte lluvia, Gilberto Parlotti estrelló su motocicleta Morbidelli de 125cc en la segunda vuelta al paso por Verandah y murió a causa de las heridas.
La muerte de Gilberto Parlotti ayudó a lograr el final de las carreras TT de la Isla de Man como un evento del calendario del Mundial. Después de su muerte, su amigo Giacomo Agostini anunció que nunca más volvería a competir en las carreras TT porque consideraba que eran demasiado inseguras para formar parte del calendario. Otros pilotos principales se unieron a su boicot del evento y en 1976, el evento fue eliminado del calendario. A partir de 1973, cualquier condición climática que no permitiera el despegue de un helicóptero de rescate llevaría a retrasar o cancelar el inicio de la carrera en cualquier carrera TT de la Isla de Man.

## Resultados en el Campeonato del Mundo
Sistema de puntuación desde 1969 hasta 1987:
| Posición | 1.º | 2.º | 3.º | 4.º | 5.º | 6.º | 7.º | 8.º | 9.º | 10.º |
| Puntos   | 15  | 12  | 10  | 8   | 6   | 5   | 4   | 3   | 2   | 1    |

### Carreras por año
(Carreras en negrita indica pole position, carreras en cursiva indica vuelta rápida)
| Año  | Cat.  | Equipo     | 1     | 2       | 3       | 4       | 5           | 6       | 7       | 8       | 9     | 10    | 11      | 12      | 13    | Pts. | Pos. |
| ---- | ----- | ---------- | ----- | ------- | ------- | ------- | ----------- | ------- | ------- | ------- | ----- | ----- | ------- | ------- | ----- | ---- | ---- |
| 1969 | 50cc  | Tomos      | SPA 4 | GER 5   | FRA 4   | IOM -   | NED 8       | BEL 16  | DDR 9   | CZE 7   | FIN - | ULS - | NAT -   | YUG 15  |       | 31   | 6.º  |
| 1969 | 250cc | Benelli    | SPA - | GER -   | FRA -   | IOM -   | NED -       | BEL -   | DDR -   | CZE -   | FIN - | ULS - | NAT -   | YUG 2   |       | 12   | 15.º |
| 1970 | 50cc  | Tomos      | GER 3 | FRA Ret | YUG Ret |         | NED 6       | BEL Ret | DDR -   |         | FIN - | ULS - | NAT -   | SPA -   |       | 15   | 9.º  |
| 1970 | 125cc | Morbidelli | GER - | FRA -   | YUG -   | IOM -   | NED -       |         | DDR -   | CZE 1   | FIN - | ULS - | NAT Ret | SPA -   |       | 15   | 11.º |
| 1971 | 50cc  | Derbi      | AUT - | GER -   |         | NED -   | BEL -       | DDR -   |         | SWE -   | FIN 2 | IRL - | NAT 3   | SPA Ret |       | 22   | 8.º  |
| 1971 | 125cc | Morbidelli | AUT 2 | GER 2   | IOM -   | NED Ret | BEL Ret     | DDR Ret | CZE Ret | SWE DNQ | FIN - | IRL - | NAT 1   | SPA Ret |       | 39   | 8.º  |
| 1972 | 125cc | Morbidelli | GER 1 | FRA 1   | AUT 2   | NAT 3   | IOM Ret (†) | YUG -   | NED -   | BEL -   | DDR - | CZE - | SWE -   | FIN -   | SPA - | 52   | 5.º  |